# Ezio Somazzi
Ezio Somazzi (Barbengo, 1879 – Lugano, 1934) è stato un architetto svizzero.

## Biografia
Fu il terzo figlio di Gaudenzio Somazzi, studiò architettura presso l'Accademia di Brera a Milano. Lavorò nel capoluogo lombardo, dove ebbe anche una sua produzione che presenta caratteristiche formali analoghe alle opere luganesi del fratello con il quale collabora attivamente alla realizzazione del Grand Hotel di Rimini.
Nel 1914, dopo la morte del fratello Paolito Somazzi, si occupò di studi luganesi, tuttavia in quel periodo gli incarichi diminuirono sensibilmente; oltre alla generalizzata recessione economica ticinese provocata dallo scoppio della guerra in Europa, e alla conseguente crisi dell'industria turistica, molti committenti di Paolito si appoggiano infatti all'ex collaboratore Arnoldo Ziegler.
Ezio realizzò la grande casa d'appartamenti di lusso concepita da Paolito in riva Caccia (poi nota come Cecyl dal nome di un esercizio pubblico che ne occupò il piano terra, o casa di Totò, perché l'attore napoletano vi tenne un appartamento in affitto fino alla demolizione dell'edificio nel 1964), in quel momento chiude l'impresa e proseguì lavorare sul cantiere annualmente.
Lungo un periodi di tempo Ezio vende le proprietà di famiglia. Morì improvvisamente nel 1934; i suoi successivi eredi furono la moglie Adalgisa e la Città di Lugano affinché istituisca la "borsa fratelli architetti Paolito e Ezio Somazzi" a favore dei giovani studenti di architettura luganesi e degli studiosi dell'architettura locale.